# Boarmia praeclarata
Boarmia praeclarata là một loài bướm đêm trong họ Geometridae.